# Castellar del Riu
Castellar del Riu és un municipi de la comarca del Berguedà, amb seu administrativa al nucli d'Espinalbet.

## Geografia
- Llista de topònims de Castellar del Riu (Orografia: muntanyes, serres, collades, indrets…; hidrografia: rius, fonts…; edificis: cases, masies, esglésies…).

## Demografia
| Entitat de població    | Habitants (2023) |
| Espinalbet             | 136              |
| Llinars de l’Aiguadora | 19               |
| els Rasos de Peguera   | 8                |
| Castellar del Riu      | 6                |
| Font: Idescat          |                  |

| 1497 | 1515 | 1553 | 1787 | 1887 | 1900 | 1920 | 1950 | 1970 | 2010 | 2024 |
| 2    | 6    | 11   | 348  | 292  | 307  | 270  | 273  | 163  | 163  | 163  |

## Cultura i patrimoni

### Patrimoni i llocs d'interès[2]
- Pi de les Tres Branques, un pi centenari de 28 metres d'alçada i 6 de circumferència[3]
- Torrent dels Porxos

### Festes i tradicions[4]
- Aplec del Pi de les Tres Branques. Aquest aplec s'inicià l’any 1904, però suprimit el 1924 per la Dictadura de Primo de Rivera. Fou restaurat el 1980.[1]
- Festa Major. Sant Miquel (29 de setembre)
- Gala de Corbera[5]